# Erna Proskauer
Erna Proskauer (geboren 5. Oktober 1903 in Bromberg; gestorben 18. Januar 2001 in Berlin) war eine deutsche Juristin. Sie wurde als Jüdin im Nationalsozialismus verfolgt. Nach ihrer Rückkehr nach Deutschland kämpfte sie vergeblich um ihre Wiedereinstellung als Richterin. Nachdem ihr dies in der höchsten Instanz verwehrt wurde, wurde sie schließlich Rechtsanwältin und Notarin, und blieb bis zum hohen Alter von 85 Jahren im Beruf aktiv. Im Jahr 1995 erhielt sie das Bundesverdienstkreuz.

## Leben

### Kindheit und Jugend
Erna Proskauer stammt aus Bromberg, dem heutigen Bydgoszcz. Ihre Eltern waren die aus einer Kaufmannsfamilie stammende Else Aronsohn, geborene Hamburger, und der Rechtsanwalt und Notar Georg Aronsohn, der zudem Stadtverordnetenvorsteher Brombergs war. Einem jüdischen Brauch folgend, Neugeborene nach dem zuletzt verstorbenen Vorfahren zu benennen, wurde Erna Proskauer nach ihrer Urgroßmutter Ernestine benannt. Ihre Familie folgte zwar gewissen jüdischen Bräuchen, ihr Vater besuchte die Synagoge allerdings nur an den drei Hohen Feiertagen regelmäßig. Ihre jüdischen Großeltern schickten der Familie zur Geburt sogar eine Broschüre mit dem Titel: „Sollen wir unsere Kinder taufen lassen?“. So wuchs Erna Proskauer mit den deutschen Klassikern auf und stellte sich mit ihrer jüngeren Schwester Käte erfolgreich gegen die Versuche ihres Vaters, sie zum Besuch einer Religionsschule der jüdischen Gemeinde zu bewegen.

### Beruflicher Werdegang bis 1933
Erna Proskauer besuchte zunächst die höhere Mädchenschule in Bromberg. Nach dem Ersten Weltkrieg wurde Bromberg infolge des Versailler Vertrags und den daraus resultierenden Gebietsaufteilungen polnisch. Die Aronsohns entschieden sich, die deutsche Staatsangehörigkeit zu behalten und brachen in Richtung Berlin auf. Hier besuchte Erna Proskauer zunächst das Mädchengymnasium in der Nürnberger Straße. Dort fühlte sie sich allerdings nicht wohl und wechselte auf die „Realgymnasiale Studienanstalt Fürstin-Bismarck-Schule zu Charlottenburg“. Am 19. September 1922 bestand sie die Reifeprüfung.
Direkt im Anschluss begann sie, auch aus finanziellen Sorgen der Familie, das Jura-Studium. Während des Studiums, das sie, abgesehen von einem Semester in Freiburg im Breisgau, in Berlin an der Friedrich-Wilhelms-Universität verbrachte, gab sie zunächst Nachhilfeunterricht, bis sie Assistentin im Büro der Rockefeller-Stiftung wurde. Dort bekam sie ein währungsfestes Gehalt in Dollar ausgezahlt, was während der Inflation von großem Wert war. Während des Refendariats lernte sie Max Proskauer kennen, den sie im Mai 1930 heiratete.
Nach bestandenem Examen wurde sie „Anwärterin im Justizdienst“ mit dem selbstgewählten Berufsziel Richterin. Zunächst wurde sie einem Prozessrichter im Amtsgericht Schöneberg zugeteilt, den sie aufgrund seines Alters und Krankheit des Öfteren in Sitzungen vertrat. Im Anschluss erhielt sie ein Kommissorium, also eine zeitlich begrenzte Anstellung, beim Amtsgericht Zossen, wohin sie täglich mit der Bahn pendelte und mit der Bereinigung von Grundbüchern gemäß der Währungsreform von 1924 beschäftigt war. Nach einem halben Jahr in Zossen war sie ein weiteres halbes Jahr am Amtsgericht Schöneberg tätig, bevor sie am 26. April 1933 als Jüdin aufgrund des Erlasses des Preußischen Justizministers auf der Grundlage des „Gesetzes zur Wiederherstellung des Berufsbeamtentums“ bis auf Weiteres vom Dienst suspendiert wurde. Ein Versuch, stattdessen als Rechtsanwältin zugelassen zu werden, wurde bereits eine Woche später abgewiesen. Im Juli 1933 wurde sie endgültig aus dem Justizdienst entlassen.

## Flucht und Exil 1933 bis 1953
Nachdem auch ihrem Mann als Jude untersagt wurde, seine Tätigkeit als Anwalt auszuüben, lösten die Proskauers ihre Wohnung in Berlin auf und zogen nach Grenoble.

### Frankreich
Zunächst wollte Erna Proskauer, wie auch ihr Mann, in Frankreich erneut Jura studieren. Sie sahen jedoch bald ein, dass es ihnen aufgrund der Sprachbarriere unmöglich sein würde. Versuche, in Paris als Hutmacherin oder mit der Herstellung von Schuhcreme Geld zu verdienen, scheiterten an der fehlenden Möglichkeit zur Vermarktung. Über ihr Touristenvisum war es ihr und ihrem Mann möglich, sich monatlich 700 Mark von den Eltern schicken zu lassen. So konnten die Proskauers ein bescheidenes Leben führen. Sie erkannten aber bald, dass es sinnlos war, ohne Arbeitsvisum in Paris zu bleiben. Deshalb kehrten sie nach einem Jahr in Frankreich nach Berlin zurück.

### Palästina
Nach einiger Zeit der Überlegung entschloss sich Erna Proskauer mit ihrem Mann nach Palästina auszuwandern, einem Land, von dem sie nach eigenen Angaben überhaupt keine Vorstellung hatten. Dort kamen sie zunächst in einer Pension in Haifa unter und erkundeten das Land auf einer Informationsreise, bis sie sich dazu entschieden, in Haifa mit der Absicht zu bleiben, ein Importwarengeschäft zu eröffnen.
Neben Max Proskauers wenig erfolgreichen Versuchen als Importeur Geld zu verdienen, verdiente Erna Proskauer ihr Geld zunächst mit Näh- und Reinigungsarbeiten. Später arbeitete sie mit einer Wäscherei zusammen, nachdem ihr Vater ihr eine Heißmangelmaschine aus Berlin zuschickte. Nachdem ihr Mann unter einem Nervenzusammenbruch wegen der schwierigen finanziellen Lage litt, fand sie eine gut bezahlte Stelle als Expedientin in einer Wäscherei.
Den arabischen Widerstand gegen die jüdische Einwanderung nach Palästina erlebte sie durch die Gefährdung auf dem Weg zur Arbeit durch den Beschuss, dem durchfahrende Juden im Wadi Rushmia, einem Stadtteil Haifas, ausgesetzt waren. Außerdem war ihr Mann als Fahrer Teil eines jüdischen Wachdienstes, der zur Sicherung der jüdischen Bevölkerung vor Anschlägen von der Hagana gegründet und der Gewerkschaft Histadrut organisiert wurde.
Im Jahr 1947 legte Max Proskauer das israelische Staatsexamen ab und wurde erneut als Anwalt tätig. Da er jedoch im Exil nie heimisch wurde, zog es ihn zurück nach Deutschland. Erna Proskauer folgte ihm widerstrebend im Jahr 1952, auch, weil sie davon ausging, dass ihr mit ihrem Assessorexamen aus dem Jahr 1933 die Wiedereinstellung als Richterin oder eine entsprechende Ruhepension zustünde.

## Wiederankunft in Deutschland
Nach der Rückkehr nach Deutschland übernahm Max Proskauer eine Anwaltskanzlei von einem verstorbenen Kollegen, wobei Erna Proskauer die ihm zugeschickten entschädigungsrechtlichen Fälle übernahm. Währenddessen setzte sie sich für ihre Wiedereinstellung als Richterin, nach ihrer Suspendierung als Assessorin im Jahr 1933, ein. Als sie bei diesem Unterfangen auf Widerstand traf, klagte sie gegen das Bundesministerium der Justiz und verlor letztinstanzlich. Der ausschlaggebende Grund des Bundesverwaltungsgerichts für diese Entscheidung war, dass Frauen, welche durch ihre Ehemänner wirtschaftlich abgesichert waren, allgemein nicht zum Richteramt zugelassen wurden. Es wurde also argumentiert, dass sie nicht ausschließlich aufgrund des „Gesetzes zur Wiederherstellung des Berufsbeamtentums“ der Nationalsozialisten nicht zur Richterin hätte werden können und sie somit keinen Anspruch auf Wiedereinstellung habe. Zudem wurde die Behauptung aufgestellt, dass sie aufgrund der rechtsanwaltlichen Betätigung ihres Vaters und ihres Ehemannes auch Rechtsanwältin und nicht Richterin werden wollte, wobei ihre letzte Stellung als Hilfsrichterin missachtet wurde. Eine Unterstellung, die laut Erna Proskauer auch aufgrund antisemitischer und sexistischer Vorurteile getroffen wurde.

„Mein Nachteil war wohl, daß nun – Mitte der fünfziger Jahre – die Richter – und andere Beamtenposten bereits wieder besetzt waren. Abgesehen von der skandalösen Ungleichheit, mit der die Verfolgten einerseits und die Nazi-Mitläufer und -Akteure andererseits im Hinblick auf die Wiedereinstellung in die Justiz behandelt wurden, meine ich aber, daß man mich hier zusätzlich als Frau benachteiligt hat. Würde man einem Mann unterstellen, daß er denselben Beruf ergreifen muß wie sein Vater oder gar wie seine Frau?“

Nach der Aufhebung des Beschäftigungsverbots für verheiratete Frauen im öffentlichen Dienst 1954 wurde sie daher notgedrungen Notarin und Anwältin mit Spezialisierung auf Entschädigungsrecht. 1960 ließ sie sich von Max Proskauer scheiden und übernahm 1965 nach seinem Tod seine Anwaltspraxis in Berlin-Wedding. Sie praktizierte bis zu ihrem 85. Lebensjahr als Notarin und Anwältin. 1989 veröffentlichte sie eine Autobiografie namens „Wege und Umwege. Erinnerungen einer Rechtsanwältin“, in welcher sie über weite Teile ihres Lebens reflektiert.

## Auszeichnungen
Für ihre Verdienste um die Berliner Justiz verlieh ihr die Berliner Justizsenatorin Lore Maria Peschel-Gutzeit am 5. April 1995 das Bundesverdienstkreuz.

## Veröffentlichungen
- Wege und Umwege. Erinnerungen einer Rechtsanwältin. 1. Auflage. Dirk Nishen Verlag, Berlin 1989, ISBN 3-88940-135-X.
- Frau – Jüdin – Juristin. In: Fabricius-Brand, Berghahn, Sudhölter (Hrsg.): Juristinnen. Berichte-Fakten-Interviews. 2. Auflage. Elefantenpress, Berlin 1986, ISBN 978-3-88520-088-8, S. 53–55 (Erstausgabe:  1982).

### Print
- Hans Bergemann: Zu Recht wieder Anwalt. Jüdische Rechtsanwälte aus Berlin nach 1945. Hentrich & Hentrich, Berlin 2012, ISBN 978-3-942271-73-8, S. 235–236.
- Simone Ladwig-Winters: Lebenswege jüdischer Juristinnen nach 1933. In: Anwaltblatt. 28. November 2022, abgerufen am 8. Februar 2025.
- Simone Ladwig-Winters: Das Ende eines Aufbruchs. Jüdische Juristinnen und Juristinnen jüdischer Herkunft nach 1933. Minderheitenerfahrung und weibliche Diskriminierung. In: Deutscher Juristinnenbund (Hrsg.): djbZ. Nr. 3, 2016, S. 190–192 (nomos-elibrary.de [PDF]).
- Marion Röwekamp: Proskauer, Erna, geb. Aronsohn. In: Marion Röwekamp u. a./Deutschen Juristinnenbund (Hrsg.): Juristinnen. Lexikon zu Leben und Werk. 2. Auflage. Nomos, Baden-Baden 2024, ISBN 978-3-7560-1437-8, S. 456–458, doi:10.5771/9783748919766-456 (Erstausgabe:  2005).

### Audio
- Magdalena Kemper: Als Kind wünschte ich mir goldene Locken: Gespräche mit Überlebenden der Shoah. Audio Verlag 2013, ISBN 978-3-862-31248-1.